# Yukihiro Doi
Yukihiro Doi (土井 雪広?, Doi Yukihiro; Osaka, 18 settembre 1983) è un ex ciclista su strada giapponese.
A fine carriera è diventato conduttore della versione giapponese di Global Cycling Network su YouTube.

## Palmarès

### Strada
- 2012 (Argos-Shimano, una vittoria)

Campionati giapponesi, Prova in linea Elite
- 2017 (Matrix Powertag, una vittoria)

Oita Cycle Road Race

#### Altri successi
- 2006 (Skil-Shimano)

Classifica scalatori Tour de Hokkaido
- 2007 (Skil-Shimano)

Classifica scalatori Tour de Hokkaido
- 2008 (Skil-Shimano)

1ª tappa - 2ª semitappa Brixia Tour (Brescia, cronosquadre)
Wajima Road Race
- 2013 (Team Ukyo)

JBCF Time Trial Nanki Shirahama (cronosquadre)
- 2015 (Team Ukyo)

JBCF Time Trial Nanki Shirahama (cronosquadre)
- 2016 (Matrix Powertag)

JBCF Time Trial Nanki Shirahama (cronosquadre)

## Piazzamenti

### Grandi Giri
- Vuelta a España

2011: 150º
2012: 139º

### Classiche monumento
- Giro delle Fiandre

2006: ritirato
- Liegi-Bastogne-Liegi

2008: ritirato
2009: ritirato
2012: ritirato

### Competizioni mondiali
- Campionati del mondo

Plouay 2000 - Cronometro Junior: 60º
Plouay 2000 - In linea Junior: 94º
Lisbona 2001 - In linea Junior: 100º
Melbourne 2010 - In linea Elite: 72º
Limburgo 2012 - In linea Elite: ritirato
Ponferrada 2014 - In linea Elite: ritirato